# Jeanne Goursaud
Jeanne Goursaud (Pinneberg, 4 april 1996) is een Duits-Frans actrice. Ze speelde onder andere rollen in de film Exterritorial en de series Barbarians en The Chemistry of Death.

## Vroegere leven
Goursaud werd geboren in Pinneberg, een stad ten noorden van Hamburg in Sleeswijk-Holstein, als de dochter van een Duitse moeder en een Franse vader. Ze groeide op in Halstenbek, waar zij en haar zus in toneelstukken speelde. Goursaud nam dramaklassen aan de TASK dramaschool.

## Carrière
Goursaud begon in 2012 met het doen van modellenwerk bij het modemerk Bebe Young Care. In hetzelfde jaar maakte ze haar televisiedebuut door een gastrol te maken in een aflevering van de Duitse televisieserie Die Pfefferkörner op KiKA en Neues aus Büttenwarder op NDR Fernsehen.
In 2015 maakte Goursaud voor het eerst opwachting in een Engelstalige film door de terugkerende rol van Emma in het tweede seizoen van de Australische kinderserie In Your Dreams op 7two voor haar rekening te nemen. In het daaropvolgende jaar maakte ze haar filmdebuut in Erwartungen. Goursaud voegde zich in 2017 bij de cast van de RTL school komediedramaserie Der Lehrer, waarin ze vanaf het vijfde tot en met het zevende seizoen de rol van Bibi speelde tot 2019. Ook verscheen ze in er webserie Wishlist en de televisiefilm Zaun an Zaun, en de parodiefilm Bullyparade: The Movie.
Toen Goursaud woonachtig te Parijs was, werd ze gescout om een rol te spelen in de Clint Eastwoodfilm The 15:17 to Paris. Ook vertolkte ze de rol van Rebecca Jungblut in de Das Erste televisieserie Hubert ohne Staller.
In 2020 speelde Goursaud de Cheruskische edelvrouw Thusnelde in de Netflix historische dramaserie Barbarians. Vervolgens verscheen ze als Jazz in Para – We Are King op Warner TV in 2021 Daarnaast vertolkte Goursaud de rol van Jenny Krauser in de Britse thriller The Chemistry of Death, een adaptie van de novelle van Simon Beckett voor Paramount+ in 2023.
In 2025 speelde Goursaud de hoofdrol van Sara Wulf in de actiefilm Exterritorial op Netflix.

## Filmografie

### Film
| Jaar | Titel                                   | Rol              | Opmerkingen |
| ---- | --------------------------------------- | ---------------- | ----------- |
| 2016 | Erwartungen                             | Vanessa          |             |
| 2017 | Bullyparade: The Movie                  | Babsirella       |             |
| 2017 | Pestana                                 | Anna             | Korte film  |
| 2017 | Dieter Not Unhappy                      | meisje           |             |
| 2018 | The 15:17 to Paris                      | Lea              |             |
| 2018 | What Doesn't Kill Us                    |                  |             |
| 2018 | Klassentreffen 1.0                      | Kellnerin - Club |             |
| 2018 | Cold Feet" (Kalte Füße)                 | Nicole           |             |
| 2019 | The Three Exclamation Marks (Die Drei!) | Sabrina          |             |
| 2022 | The Magic Flute                         | Lady Azure       |             |
| 2025 | Exterritorial                           | Sara Wulf        | Hoofdrol    |

### Televisie
| Jaar         | Titel                                           | Rol                 | Opmerkingen                                |
| ------------ | ----------------------------------------------- | ------------------- | ------------------------------------------ |
| 2012, 2016   | The Peppercorns (Die Pfefferkörner)             | Lara Lehnert        | 2 afl.                                     |
| 2012         | News from Büttenwarder (Neues aus Büttenwarder) | Paula Bertram       | Aflevering: "Survival"                     |
| 2014         | Charlottes Welt - Geht nicht, gibt's nicht      | Geraldine           | Televisiefilm                              |
| 2015         | Die Mutter des Mörders                          | Lea Gräf            | Televisiefilm                              |
| 2015         | In Your Dreams                                  | Emma                | 3 afl. (seizoen 2)                         |
| 2015         | Time to Say Goodbye (film)                      | Vrouw               | televisiefilm                              |
| 2015         | Alles was zählt                                 | Emma Schneider      | 2 afl.                                     |
| 2016         | Die siebte Stunde                               | Ravenée             | Televisiefilm                              |
| 2017–2019    | Der Lehrer                                      | Bibi                | 56 afl. (seizoen 5–7)                      |
| 2017         | Zaun an Zaun                                    | Sofie Weidinger     | Televisiefilm                              |
| 2017–2023    | In Wahrheit                                     | Lisa Krohn          | Televisiefilmserie                         |
| 2017         | Der Schweinehirt                                | Prinzessin Victoria | Televisuefilm                              |
| 2017–2018    | Wishlist                                        | Janina Novak        | Webserie, 11 afl.                          |
| 2018         | Einstein                                        | Lina                | Aflevering: "Expansion"                    |
| 2018         | Großstadtrevier                                 | Janine Herder       | Aflevering: "Dra di net um"                |
| 2018         | Blockbustaz                                     | Frau Bischoff       | Aflevering: "Geißbock"                     |
| 2018         | Alarm für Cobra 11 – Die Autobahnpolizei        | Jessi Winkels       | Aflevering: "Harte Schule"                 |
| 2018         | Herzkino.Märchen                                | Bianca Rothe        | Schneeweißchen und Rosenrot                |
| 2019         | Hubert ohne Staller                             | Rebecca Jungblut    | 17 afl.                                    |
| 2019         | SOKO Wismar                                     | Amelie Haag         | Aflevering: "Die Rache der Ostseeschnäpel" |
| 2020–present | Barbarians                                      | Thusnelda           | Hoofdrol                                   |
| 2021         | Der Bergdoktor                                  | Luisa Sturm         | Aflevering: "Bis nichts mehr bleibt"       |
| 2021–present | Para – We Are King                              | Jazz                | Hoofdrol                                   |
| 2023         | The Chemistry of Death                          | Jenny Krause        | Hoofdrol                                   |
| 2023         | Mi querida Niña                                 | Lena Beck           |                                            |
| 2023         | Pax Massilia                                    | Alice Vidal         | Hoofdrol                                   |